# Illescas
|  | Per la localitat de l'Uruguai vegeu Illescas (Uruguai) |

Illescas és un municipi d'Espanya pertanyent a la província de Toledo, a la comunitat autònoma de Castella-la Manxa. Limita amb Casarrubuelos al nord, a la comunitat de Madrid, i Yeles a l'est, Numancia de la Sagra i Yuncos al sud, i Cedillo del Condado, El Viso de San Juan, Carranque i Ugena a l'oest, a la província de Toledo.

## Administració
| Període      | Nom de l'alcalde/-essa                                     | Partit polític | Data de possessió |
| ------------ | ---------------------------------------------------------- | -------------- | ----------------- |
| 1979 - 1983  | Luis Gamboa Conde                                          | Independent    | 19/04/1979        |
| 1983 - 1987  | José Vicente Inogés Parra                                  | PSOE           | 28/05/1983        |
| 1987 - 1991  | José Vicente Inogés Parra (14/01/1988) Carlos Gómez García | PSOE PSOE      | 30/06/1987        |
| 1991 - 1995  | Felipe Delgado Redondo                                     | Independiente  | 15/06/1991        |
| 1995 - 1999  | José Manuel Tofiño Pérez                                   | PSOE           | 17/06/1995        |
| 1999 - 2003  | José Manuel Tofiño Pérez                                   | PSOE           | 03/07/1999        |
| 2003 - 2007  | José Manuel Tofiño Pérez                                   | PSOE           | 14/06/2003        |
| 2007 - 2011  | José Manuel Tofiño Pérez                                   | PSOE           | 16/06/2007        |
| 2011 - 2015  | Fernando Javier Cabanes Ordejón                            | PP             | 11/06/2011        |
| 2015 - 2019  | José Manuel Tofiño Pérez                                   | PSOE           | 13/06/2015        |
| 2019 - 2023  | José Manuel Tofiño Pérez                                   | PSOE           | 15/06/2019        |
| Des del 2023 | n/d                                                        | n/d            | 17/06/2023        |